# 매화방 천둥불
"매화방 천둥불"(Light Of Maehwabang)는 한국에서 제작된 이광섭 감독의 1989년 멜로/로맨스 영화이다. 한명구 등이 주연으로 출연하였고 김원두 등이 제작에 참여하였다.

## 출연

### 주연
- 한명구
- 윤정아

### 조연
- 조영철

## 기타
- 조명: 서병수
- 녹음: 손창국